# Piłka nożna na Letnich Igrzyskach Olimpijskich 1936
Wyniki turnieju piłki nożnej odbywającego się na Letnich Igrzyskach Olimpijskich w roku 1936 w Berlinie.

## Składy
| Lp. | Państwo           | Zawodnicy |
| 1.  | Austria           | Franz Fuchsberger, Max Hofmeister, Eduard Kainberger, Karl Kainberger, Martin Kargl, Josef Kitzmüller, Anton Krenn, Ernst Künz, Adolf Laudon, Franz Mandl, Klement Steinmetz, Karl Wahlmüller, Walter Werginz, Ernst Bacher, Alois Homschak, Anton Kleindienst, Josef Ksander, Josef Lagofsky, Leo Schaffelhofer, Karl Schreiber                                         |
| 2.  | Chiny             | Bao Jiaping, Tam Kong Pak, Li Tiansheng, Chen Zhenhe, Huang Meishun, Xu Yahui, Ye Beihua, Suen Kam Shun, Lee Wai Tong, Fung King Cheong, Cao Guicheng, Wong Ki Leung, Mak Sui Hon, Chua Boon Lay, Leung Wing Chui, S. D. Liang, Lee Kwok Wai, K. L. Kia, Tio Hian Guan, Cheuk Shek Kam, Tay Qua Liang, Yeung Shui Yick                                                   |
| 3.  | Królestwo Egiptu  | Hassan El-Far, Wagih El-Kashef, Ali El-Said, Ahmad Halim Ibrahim, Mohamed Latif, Labib Mahmoud, Mustafa Mansur, Mahmoud Mokhtar El-Tetsh, Helmi Moustafa, Abdel-Karim Sakr, Mostafa Taha, Hussein Ezzat, Abdelhamid Abdou, Ali Shafi, Hassan Abdin, Hussein Hamdi, Omar Shendi, Mohammed Hassan Helmy                                                                    |
| 4.  | Finlandia         | Ernst Grönlund, Erkki Gustafsson, William Kanerva, Frans Karjagin, Eino Lahti, Aatos Lehtonen, Jarl Malmgren, Arvo Närvänen, Paavo Salminen, Kurt Weckström, Viljo Halme, Ragnar Lindbäck, Tauno Paakkanen, Armas Pyy, Yrjö Sotiola |
| 5.  | Japonia           | Tadao Horie, Shōgo Kamo, Takeshi Kamo, Taizō Kawamoto, Kim Yong-sik, Akira Matsunaga, Kōichi Oita, Rihei Sano, Yasuo Suzuki, Teizō Takeuchi, Motoo Tatsuhara, Tokutarō Ukon, Sei Fuwa, Shōichi Nishimura, Sekiji Sasano, Toyoji Takahashi |
| 6.  | Luksemburg        | Joseph Fischer, Jean-Pierre Frisch, Robert Geib, Jean-Pierre Hoscheid, Gusty Kemp, Arnold Kieffer, Victor Majérus, Léon Mart, Ernest Mengel, Pierre Mousel, Oskar Stamet, Alphonse Feyder, Eugène Jeanty, Jean Schmit, Théophile Speicher, Arthur Bernard |
| 7.  | III Rzesza        | Robert Bernard, Fritz Buchloh, Heinz Ditgens, Franz Elbern, Josef Gauchel, Ludwig Goldbrunner, Rudolf Gramlich, Karl Hohmann, Hans Jakob, Ernst Lehner, August Lenz, Paul Mehl, Reinhold Münzenberg, Otto Siffling, Wilhelm Simetsreiter, Adolf Urban, Rudolf Gellesch, Paul Janes, Andreas Munkert, Wilhelm Sold, Jakob Eckert, Willy Jürissen                          |
| 8.  | Norwegia          | Arne Brustad, Nils Eriksen, Odd Frantzen, Sverre Hansen, Rolf Holmberg, Øivind Holmsen, Fredrik Horn, Magnar Isaksen, Henry Johansen, Jørgen Juve, Reidar Kvammen, Alf Martinsen, Magdalon Monsen, Frithjof Ulleberg, Håkon Gundersen, Kristian Henriksen, Arne Ileby |
| 9.  | Peru              | Jorge Alcalde, Teodoro Alcalde, Segundo Castillo, Arturo Fernández, Teodoro Fernández, Orestes Jordán, Víctor Lavalle, Adelfo Magallanes, José Morales, Carlos Tovar, Juan Valdivieso, Alejandro Villanueva, Andrés Álvarez, Raúl Chappell, Eulogio García, Pedro Ibáñez, Enrique Landa, Víctor Marchena, Miguel Pacheco, Arturo Paredes, Guillermo Pardo, Carlos Portal |
| 10. | Polska            | Spirydion Albański, Franciszek Cebulak, Ewald Dytko, Hubert Gad, Antoni Gałecki, Wilhelm Góra, Walerian Kisieliński, Józef Kotlarczyk, Henryk Martyna, Michał Matyas, Walenty Musielak, Teodor Peterek, Ryszard Piec, Fryderyk Scherfke, Władysław Szczepaniak, Jan Wasiewicz, Gerard Wodarz, Marian Fontowicz, Edward Madejski, Jerzy Piec, Alojzy Sitko, Jerzy Wostal  |
| 11. | Szwecja           | Otto Andersson, Sven Bergqvist, Victor Carlund, Arvid Emanuelsson, Karl-Erik Grahn, Åke Hallman, Torsten Johansson, Sven Jonasson, Gustaf Josefsson, Erik Källström, Erik Persson, Erik Almgren, Gillis Andersson, Bertil Ericsson, Isidor Eriksson, Holger Johansson, Knut Kroon, Folke Lind, Gustav Sjöberg, Valter Sköld, Einar Snitt, Åke Törnkvist                  |
| 12. | Turcja            | Lütfü Aksoy, Yaşar Alpaslan, Said Altınordu, Fikret Arıcan, Cihat Arman, Rebii Erkal, Mehmet Reşat Nayır, Hüsnü Savman, Niyazi Sel, İbrahim Tusder, Hakkı Yeten, Faruk Barlas, Adil Bumin, Necdet Cici, Şeref Görkey, Fuat Göztepe, İsmail Hakkı Alaç, Avni Kurgan, Gündüz Kılıç                                                                                         |
| 13. | Stany Zjednoczone | Charles Altemose, Frank Bartkus, Edward Begley, Julius Chimielewski, James Crockett, Rob Denton, Bill Fiedler, Andrew Gajda, Frank Greinert, Fred Lutkefedder, George Nemchik, John Olthaus, Peter Pietras, Francis Ryan, Fritz Stoll, Fred Zbikowski, John Zywan |
| 14. | Węgry             | András Bérczes, József Berta, Lajos Bonyhai, Mihály Csutorás, Lipót Kállai, Gyula Király, Gyula Kiss, Kálmán Kovács, Pál Lágler, László Régi, József Soproni, István Beer, György Honti, Gyula Horváth, László Keszei, Ferenc Kolláth, Imre Kőműves, Gyula Karácsonyi, Gyula Krivicz, Béla Pósa, János Simon, Mátyás Tóth                                                |
| 15. | Wielka Brytania   | Bertram Clements, James Crawford, Maurice Edelston, Lester Finch, Bertie Fulton, John Gardiner, Haydn Hill, Guy Holmes, Bernard Joy, Joseph Kyle, Daniel Pettit, Frederick Riley, John Sutcliffe, Donald Shearer, Coventry Brown, Stan Eastham, Ifor Fielding, Jimmy Gibb, Terry Huddle, Bill Peart, Gilbert Roylance                                                    |
| 16. | Włochy            | Giuseppe Baldo, Sergio Bertoni, Carlo Biagi, Giulio Cappelli, Alfredo Foni, Annibale Frossi, Francesco Gabriotti, Ugo Locatelli, Libero Marchini, Alfonso Negro, Achille Piccini, Pietro Rava, Luigi Scarabello, Bruno Venturini, Mario Giani, Carlo Girometta, Adolfo Giuntoli, Mario Nicolini, Lamberto Petri, Sandro Puppo, Corrado Tamietti, Paolo Vannucci          |

## Wyniki
|  |                       |                   |                       |                       |                       |                       |                        |                   |                   |                   |                        |                        |                        |  |  |       |       |       |
|  | 1/8 finału            | 1/8 finału        | 1/8 finału            |                       |                       | Ćwierćfinały          | Ćwierćfinały           | Ćwierćfinały      |                   |                   | Półfinały              | Półfinały              | Półfinały              |  |  | Finał | Finał | Finał |
|  | 1/8 finału            | 1/8 finału        | 1/8 finału            |                       |                       | Ćwierćfinały          | Ćwierćfinały           | Ćwierćfinały      |                   |                   | Półfinały              | Półfinały              | Półfinały              |  |  | Finał | Finał | Finał |
|  | 3 sierpnia 1936 17:30 |                   |                       |                       |                       |                       |                        |                   |                   |                   |                        |                        |                        |  |  |       |       |       |
|  |                       |                   |                       |                       |                       |                       |                        |                   |                   |                   |                        |                        |                        |  |  |       |       |       |
|  | Włochy                | Włochy            | 1                     |                       |                       |                       |                        |                   |                   |                   |                        |                        |                        |  |  |       |       |       |
|  | Włochy                | Włochy            | 1                     | 7 sierpnia 1936 17:30 |                       |                       |                        |                   |                   |                   |                        |                        |                        |  |  |       |       |       |
|  | Stany Zjednoczone     | Stany Zjednoczone | 0                     |                       |                       |                       |                        |                   |                   |                   |                        |                        |                        |  |  |       |       |       |
|  | Stany Zjednoczone     | Stany Zjednoczone | 0                     |                       |                       | Włochy                | Włochy                 | 8                 |                   |                   |                        |                        |                        |  |  |       |       |       |
|  | 3 sierpnia 1936 17:30 |                   |                       |                       |                       | Włochy                | Włochy                 | 8                 |                   |                   |                        |                        |                        |  |  |       |       |       |
|  |                       |                   | Japonia               | Japonia               | 0                     |                       |                        |                   |                   |                   |                        |                        |                        |  |  |       |       |       |
|  | Norwegia              | Norwegia          | Japonia               | Japonia               | 0                     | 4                     |                        |                   |                   |                   |                        |                        |                        |  |  |       |       |       |
|  | Norwegia              | Norwegia          |                       |                       |                       | 4                     | 10 sierpnia 1936 17:00 |                   |                   |                   |                        |                        |                        |  |  |       |       |       |
|  | Turcja                | Turcja            | 0                     |                       |                       |                       |                        |                   |                   |                   |                        |                        |                        |  |  |       |       |       |
|  | Turcja                | Turcja            | 0                     |                       |                       | Włochy                | Włochy                 | 2                 |                   |                   |                        |                        |                        |  |  |       |       |       |
|  | 4 sierpnia 1936 17:30 |                   |                       |                       |                       | Włochy                | Włochy                 | 2                 |                   |                   |                        |                        |                        |  |  |       |       |       |
|  |                       |                   | Norwegia              | Norwegia              | 1                     |                       |                        |                   |                   |                   |                        |                        |                        |  |  |       |       |       |
|  | Japonia               | Japonia           | Norwegia              | Norwegia              | 1                     | 3                     |                        |                   |                   |                   |                        |                        |                        |  |  |       |       |       |
|  | Japonia               | Japonia           | 7 sierpnia 1936 17:30 |                       |                       | 3                     |                        |                   |                   |                   |                        |                        |                        |  |  |       |       |       |
|  | Szwecja               | Szwecja           | 2                     |                       |                       |                       |                        |                   |                   |                   |                        |                        |                        |  |  |       |       |       |
|  | Szwecja               | Szwecja           | 2                     |                       |                       | Norwegia              | Norwegia               | 2                 |                   |                   |                        |                        |                        |  |  |       |       |       |
|  | 4 sierpnia 1936 17:30 |                   |                       |                       |                       | Norwegia              | Norwegia               | 2                 |                   |                   |                        |                        |                        |  |  |       |       |       |
|  |                       |                   | III Rzesza            | III Rzesza            | 0                     |                       |                        |                   |                   |                   |                        |                        |                        |  |  |       |       |       |
|  | III Rzesza            | III Rzesza        | III Rzesza            | III Rzesza            | 0                     | 9                     |                        |                   |                   |                   |                        |                        |                        |  |  |       |       |       |
|  | III Rzesza            | III Rzesza        |                       |                       |                       | 9                     | 15 sierpnia 1936 16:00 |                   |                   |                   |                        |                        |                        |  |  |       |       |       |
|  | Luksemburg            | Luksemburg        | 0                     |                       |                       |                       |                        |                   |                   |                   |                        |                        |                        |  |  |       |       |       |
|  | Luksemburg            | Luksemburg        | 0                     |                       |                       | Włochy                | Włochy                 | 2                 |                   |                   |                        |                        |                        |  |  |       |       |       |
|  | 5 sierpnia 1936 17:30 |                   |                       |                       |                       | Włochy                | Włochy                 | 2                 |                   |                   |                        |                        |                        |  |  |       |       |       |
|  |                       |                   | Austria               | Austria               | 1                     |                       |                        |                   |                   |                   |                        |                        |                        |  |  |       |       |       |
|  | Polska                | Polska            | Austria               | Austria               | 1                     | 3                     |                        |                   |                   |                   |                        |                        |                        |  |  |       |       |       |
|  | Polska                | Polska            | 8 sierpnia 1936 17:30 |                       |                       | 3                     |                        |                   |                   |                   |                        |                        |                        |  |  |       |       |       |
|  | Węgry                 | Węgry             | 0                     |                       |                       |                       |                        |                   |                   |                   |                        |                        |                        |  |  |       |       |       |
|  | Węgry                 | Węgry             | 0                     |                       |                       | Polska                | Polska                 | 5                 |                   |                   |                        |                        |                        |  |  |       |       |       |
|  | 5 sierpnia 1936 17:30 |                   |                       |                       |                       | Polska                | Polska                 | 5                 |                   |                   |                        |                        |                        |  |  |       |       |       |
|  |                       |                   | Wielka Brytania       | Wielka Brytania       | 4                     |                       |                        |                   |                   |                   |                        |                        |                        |  |  |       |       |       |
|  | Austria               | Austria           | Wielka Brytania       | Wielka Brytania       | 4                     | 3                     |                        |                   |                   |                   |                        |                        |                        |  |  |       |       |       |
|  | Austria               | Austria           |                       |                       |                       | 3                     | 11 sierpnia 1936 17:00 |                   |                   |                   |                        |                        |                        |  |  |       |       |       |
|  | Królestwo Egiptu      | Królestwo Egiptu  | 1                     |                       |                       |                       |                        |                   |                   |                   |                        |                        |                        |  |  |       |       |       |
|  | Królestwo Egiptu      | Królestwo Egiptu  | 1                     |                       |                       | Austria               | Austria                | 3                 |                   |                   |                        |                        |                        |  |  |       |       |       |
|  | 6 sierpnia 1936 17:30 |                   |                       |                       |                       | Austria               | Austria                | 3                 |                   |                   |                        |                        |                        |  |  |       |       |       |
|  |                       |                   | Polska                | Polska                | 1                     |                       |                        | Mecz o 3. miejsce | Mecz o 3. miejsce | Mecz o 3. miejsce |                        |                        |                        |  |  |       |       |       |
|  | Peru                  | Peru              | Polska                | Polska                | 1                     | 7                     |                        |                   |                   | Mecz o 3. miejsce |                        |                        |                        |  |  |       |       |       |
|  | Peru                  | Peru              |                       |                       | 8 sierpnia 1936 17:30 | 8 sierpnia 1936 17:30 | 8 sierpnia 1936 17:30  |                   |                   |                   | 13 sierpnia 1936 16:00 | 13 sierpnia 1936 16:00 | 13 sierpnia 1936 16:00 |  |  |       |       |       |
|  | Finlandia             | Finlandia         | 3                     |                       | 8 sierpnia 1936 17:30 | 8 sierpnia 1936 17:30 | 8 sierpnia 1936 17:30  |                   |                   |                   | 13 sierpnia 1936 16:00 | 13 sierpnia 1936 16:00 | 13 sierpnia 1936 16:00 |  |  |       |       |       |
|  | Finlandia             | Finlandia         | 3                     |                       |                       | Peru                  | Peru                   | 4                 | Norwegia          | Norwegia          | 3                      |                        |                        |  |  |       |       |       |
|  | 6 sierpnia 1936 17:30 |                   |                       |                       |                       | Peru                  | Peru                   | 4                 | Norwegia          | Norwegia          | 3                      |                        |                        |  |  |       |       |       |
|  |                       |                   | Austria               | Austria               | 2                     |                       |                        | Polska            | Polska            | 2                 |                        |                        |                        |  |  |       |       |       |
|  | Wielka Brytania       | Wielka Brytania   | Austria               | Austria               | 2                     | 2                     |                        | Polska            | Polska            | 2                 |                        |                        |                        |  |  |       |       |       |
|  | Wielka Brytania       | Wielka Brytania   |                       |                       |                       |                       |                        |                   |                   |                   |                        |                        |                        |  |  |       |       |       |
|  | Chiny                 | Chiny             | 0                     |                       |                       |                       |                        |                   |                   |                   |                        |                        |                        |  |  |       |       |       |
|  | Chiny                 | Chiny             | 0                     |                       |                       |                       |                        |                   |                   |                   |                        |                        |                        |  |  |       |       |       |

## Pierwsza runda
| 3 sierpnia 193617:30 | Włochy     | 1:0(0:0) | Stany Zjednoczone | Poststadion, Berlin Widzów: 9 000 Sędzia: C.Weingartner R.Eklöw M.Hamus |
| 3 sierpnia 193617:30 | Frossi 55' | 1:0(0:0) |                   | Poststadion, Berlin Widzów: 9 000 Sędzia: C.Weingartner R.Eklöw M.Hamus |
| 3 sierpnia 193617:30 | Rava 53'   | 1:0(0:0) |                   | Poststadion, Berlin Widzów: 9 000 Sędzia: C.Weingartner R.Eklöw M.Hamus |

| 3 sierpnia 193617:30 | Turcja                                         | 0:4(0:1) | Norwegia | Mommsenstadion, Berlin Widzów: 8 000 Sędzia: G.Scarpi H.Fink F.Hafiz |
| 3 sierpnia 193617:30 | Martinsen 30', 70' · Brustad 53' · Kvammen 80' | 0:4(0:1) |          | Mommsenstadion, Berlin Widzów: 8 000 Sędzia: G.Scarpi H.Fink F.Hafiz |

| 4 sierpnia 193617:30 | III Rzesza                                                                       | 9:0(2:0) | Luksemburg | Poststadion, Berlin Widzów: 12 000 Sędzia: P.Hertzka R.Scorzoni G.Scarpi |
| 4 sierpnia 193617:30 | Urban 16', 54', 75' · Simetsreiter 32', 48', 74' · Gauchel 49', 89' · Elbern 76' | 9:0(2:0) |            | Poststadion, Berlin Widzów: 12 000 Sędzia: P.Hertzka R.Scorzoni G.Scarpi |

| 4 sierpnia 193617:30 | Japonia                                 | 3:2(0:2) | Szwecja           | Hertha-BSC-Platz, Berlin Widzów: 5 000 Sędzia: W.Peters H.Fink C.Weingartner |
| 4 sierpnia 193617:30 | Kawamoto 49' · Ukon 62' · Matsunaga 85' | 3:2(0:2) | Persson 24 ', 37' | Hertha-BSC-Platz, Berlin Widzów: 5 000 Sędzia: W.Peters H.Fink C.Weingartner |

| 5 sierpnia 193617:30 | Polska                    | 3:0(2:0) | Węgry | Poststadion, Berlin Widzów: 5 000 Sędzia: R.Scorzoni F.Hafiz M.Badr El-Din |
| 5 sierpnia 193617:30 | Gad 12', 27' · Wodarz 89' | 3:0(2:0) |       | Poststadion, Berlin Widzów: 5 000 Sędzia: R.Scorzoni F.Hafiz M.Badr El-Din |

| 5 sierpnia 193617:30 | Austria                       | 3:1(2:0) | Królestwo Egiptu | Mommsenstadion, Berlin Widzów: 6 000 Sędzia: J.Jewell A.Arton M.Hamus |
| 5 sierpnia 193617:30 | Steinmetz 4', 65' · Laudon 7' | 3:1(2:0) | Sakr             | Mommsenstadion, Berlin Widzów: 6 000 Sędzia: J.Jewell A.Arton M.Hamus |

| 6 sierpnia 193617:30 | Peru                                                    | 7:3(3:1) | Finlandia                                    | Hertha-BSC-Platz, Berlin Widzów: 2 500 Sędzia: R.Barlassina P.Hertzka G.Scarpi |
| 6 sierpnia 193617:30 | Fernández 17', 33', 47', 49', 70' · Villanueva 21', 67' | 7:3(3:1) | Kanerva 42' (kar) · Grönlund 75' · Larvo 80' | Hertha-BSC-Platz, Berlin Widzów: 2 500 Sędzia: R.Barlassina P.Hertzka G.Scarpi |

| 6 sierpnia 193617:30 | Wielka Brytania       | 2:0(0:0) | Chiny | Mommsenstadion, Berlin Widzów: 8 000 Sędzia: H.Fink C.Weingärtner W.Peters |
| 6 sierpnia 193617:30 | Dodds 55' · Finch 65' | 2:0(0:0) |       | Mommsenstadion, Berlin Widzów: 8 000 Sędzia: H.Fink C.Weingärtner W.Peters |

## Ćwierćfinały
| 7 sierpnia 193617:30 | Włochy                                                         | 8:0(2:0) | Japonia | Mommsenstadion, Berlin Widzów: 8 000 Sędzia: O.Olsson M.Badr El-Din F.Hafiz |
| 7 sierpnia 193617:30 | Frossi 14', 75', 80' · Biagi 32', 57', 81', 82' · Cappelli 89' | 8:0(2:0) |         | Mommsenstadion, Berlin Widzów: 8 000 Sędzia: O.Olsson M.Badr El-Din F.Hafiz |

| 7 sierpnia 193617:30 | III Rzesza      | 0:2(0:1) | Norwegia | Poststadion, Berlin Widzów: 55 000 Sędzia: A.Barton J.Jewell M.Hamus |
| 7 sierpnia 193617:30 | Isaksen 7', 83' | 0:2(0:1) |          | Poststadion, Berlin Widzów: 55 000 Sędzia: A.Barton J.Jewell M.Hamus |

| 8 sierpnia 193617:30 | Polska                                    | 5:4(2:1) | Wielka Brytania                           | Poststadion, Berlin Widzów: 6 000 Sędzia: R.Eklöw O.Olsson M.Hamus |
| 8 sierpnia 193617:30 | Gad 34' · Wodarz 43', 48', 52' · Piec 56' | 5:4(2:1) | Clements 26' · Shearer 71' · Joy 78', 80' | Poststadion, Berlin Widzów: 6 000 Sędzia: R.Eklöw O.Olsson M.Hamus |

| 8 sierpnia 193617:30 | Peru                                                | 4:2(0:2, 2:2) | Austria                     | Hertha-BSC-Platz, Berlin Widzów: 5 000 Sędzia: T.Kristiansen P.Hertzka E.Pekonen |
| 8 sierpnia 193617:30 | Alcalde 75' · Villanueva 81', 117' · Fernández 119' | 4:2(0:2, 2:2) | Werginz 23' · Steinmetz 37' | Hertha-BSC-Platz, Berlin Widzów: 5 000 Sędzia: T.Kristiansen P.Hertzka E.Pekonen |

Po meczu Austria złożyła protest z powodu wtargnięcia peruwiańskich kibiców na boisko, gdy drużyna ta zdobyła czwartą bramkę w ostatniej minucie meczu. FIFA nakazała powtórkę meczu, jednak reprezentacja Peru się na nią nie stawiła w proteście przeciwko werdyktowi. Do półfinału awansowała więc reprezentacja Austrii.

## Półfinały
| 10 sierpnia 193617:00 | Włochy             | 2:1 (pd.)(1:0, 1:1) | Norwegia   | Stadion Olimpijski w Berlinie Widzów: 95 000 Sędzia: P.Hertzka A.Birlem H.Fink |
| 10 sierpnia 193617:00 | Negro 15 Frossi 96 | 2:1 (pd.)(1:0, 1:1) | Brustad 58 | Stadion Olimpijski w Berlinie Widzów: 95 000 Sędzia: P.Hertzka A.Birlem H.Fink |

| 11 sierpnia 193617:00 | Polska | 1:3(0:1) | Austria                          | Stadion Olimpijski w Berlinie Widzów: 82 000 Sędzia: Arthur W. Barton J.Jewell O.Olsson |
| 11 sierpnia 193617:00 | Gad 73 | 1:3(0:1) | Kainberger 14 Laudon 55 Mandl 88 | Stadion Olimpijski w Berlinie Widzów: 82 000 Sędzia: Arthur W. Barton J.Jewell O.Olsson |

## O trzecie miejsce
| 13 sierpnia 193616:00 | Norwegia         | 3:2(2:2) | Polska              | Stadion Olimpijski w Berlinie Sędzia: Alfred Birlem W.Peters R.Eklöw |
| 13 sierpnia 193616:00 | Brustad 15,21,84 | 3:2(2:2) | Wodarz 5 Peterek 24 | Stadion Olimpijski w Berlinie Sędzia: Alfred Birlem W.Peters R.Eklöw |

## Finał
| 15 sierpnia 193616:00 | Włochy        | 2:1 (pd.)(0:0, 1:1) | Austria       | Stadion Olimpijski w Berlinie Widzów: 85 000 Sędzia: Peco Bauwens O.Olsson P.Hertzka |
| 15 sierpnia 193616:00 | Frossi 70, 92 | 2:1 (pd.)(0:0, 1:1) | Kainberger 79 | Stadion Olimpijski w Berlinie Widzów: 85 000 Sędzia: Peco Bauwens O.Olsson P.Hertzka |

## Medale
| Złoto | Srebro | Brąz |
| Włochy Giuseppe Baldo Sergio Bertoni Carlo Biagi Giulio Cappelli Alfredo Foni Annibale Frossi Francesco Gabriotti Ugo Locatelli Libero Marchini Alfonso Negro Achille Piccini Pietro Rava Luigi Scarabello Bruno Venturini Mario Giani Carlo Girometta Adolfo Giuntoli Mario Nicolini Lamberto Petri Sandro Puppo Corrado Tamietti Paolo Vannucci Trener: Vittorio Pozzo | Austria Franz Fuchsberger Max Hofmeister Eduard Kainberger Karl Kainberger Martin Kargl Josef Kitzmüller Anton Krenn Ernst Künz Adolf Laudon Franz Mandl Klement Steinmetz Karl Wahlmüller Walter Werginz Ernst Bacher Alois Homschak Anton Kleindienst Josef Ksander Josef Lagofsky Leo Schaffelhofer Karl Schreiber Trener: Jimmy Hogan | Norwegia Arne Brustad Nils Eriksen Odd Frantzen Sverre Hansen Rolf Holmberg Øivind Holmsen Fredrik Horn Magnar Isaksen Henry Johansen Jørgen Juve Reidar Kvammen Alf Martinsen Magdalon Monsen Frithjof Ulleberg Håkon Gundersen Kristian Henriksen Arne Ileby Trener: Asbjørn Halvorsen |